# Madness (Sleeping with Sirens)
Madness è il quarto album in studio del gruppo musicale statunitense Sleeping with Sirens, pubblicato il 17 marzo 2015 dalla Epitaph Records.

## Tracce
Testi di Kellin Quinn, musiche degli Sleeping with Sirens.
1. Kick Me – 2:31
2. Go Go Go – 2:47
3. Gold – 3:32
4. Save Me a Spark – 3:39
5. Fly – 3:35
6. The Strays – 2:58
7. Left Alone – 3:20
8. Better Off Dead – 3:08
9. We Like It Loud – 2:17
10. Heroine – 3:35
11. November – 3:29
12. Madness – 2:42
13. Don't Say Anything – 3:16

Tracce bonus nell'edizione deluxe
1. Parasites – 2:55
2. 2 Chord – 4:49

## Formazione
Sleeping with Sirens
- Kellin Quinn – voce, tastiera
- Jack Fowler – chitarra solista, programmazione
- Nick Martin – chitarra ritmica, voce secondaria
- Justin Hills – basso
- Gabe Barham – batteria, percussioni

Altri musicisti
- Jeff Halavacs – programmazione
- Doug Rockwell – programmazione
- Jillian Cervini – cori
- Zien Garcia – cori
- Hannah Peskin – cori
- Izzy Peskin – cori
- Liz Rosenberg – cori

Produzione
- John Feldmann – produzione, missaggio, ingegneria del suono
- Matt Pauling – produzione aggiuntiva, ingegneria del suono
- Cameron Montgomery – produzione aggiuntiva, ingegneria del suono
- Ago "Sethh" Teppand – produzione aggiuntiva, ingegneria del suono
- Tom Lord-Alge – missaggio
- Zien Garcia – assistenza ingegneria del suono
- Ted Jensen – mastering

## Classifiche
| Classifica (2015)          | Posizione massima |
| -------------------------- | ----------------- |
| Australia                  | 13                |
| Regno Unito                | 26                |
| Regno Unito (independent)  | 3                 |
| Regno Unito (rock & metal) | 1                 |
| Stati Uniti                | 13                |
| Stati Uniti (alternative)  | 2                 |
| Stati Uniti (digital)      | 7                 |
| Stati Uniti (hard rock)    | 1                 |
| Stati Uniti (independent)  | 1                 |
| Stati Uniti (rock)         | 3                 |

### Classifiche di fine anno
| Classifica (2015)         | Posizione |
| ------------------------- | --------- |
| Stati Uniti (independent) | 26        |
| Stati Uniti (rock)        | 62        |
| Stati Uniti (hard rock)   | 18        |